# Parets del Vallès
Parets del Vallès és una vila de Catalunya situada a la comarca del Vallès Oriental. Se situa al sud-oest de la comarca del Vallès Oriental, a 7 km de la seva capital Granollers, i a 23 km de Barcelona. Té una àrea d'uns 9 km², i uns 19.041 habitants (2018). De nord a sud, el riu Tenes creua el municipi. La població està distribuïda en set barris: Barri Antic, sobre un turó al voltant de l'església; l'Eixample, el de més habitants, planificat en els anys 30; l'Escorxador; Can Cerdanet; Can Volart, Can Riera i el barri històric de Can Cabasses. Té un enclavament: el terme de la masia de Can Vila-Rosal.

## Geografia
- Llista de topònims de Parets del Vallès (Orografia: muntanyes, serres, collades, indrets..; hidrografia: rius, fonts...; edificis: cases, masies, esglésies, etc).

| Palau   | Lliçà de Vall | Lliçà de Vall |
| Gallecs |               | Granollers    |
| Mollet  | Mollet        | Montmeló      |

## Història
La primera referència històrica a aquest municipi és de l'any 878, però la primera vegada que s'utilitza el nom de Parets és el 13 d'octubre de l'any 904 quan es va consagrar l'església de Sant Esteve de Parets, en l'acte es va establir els nous terrenys de la parròquia. La parròquia situada a Villa Breda en honor de Sant Esteve Mártir de Breda passà a ser la parròquia de Sant Esteve de Parets, per la unió de les següents Vil·les: Villa Breda (Cases actuals: Can Rajoler, Can Pau, Can Pau Moragues, Can Corder), Villa Parietes (Actuals Cases: Can Guasch, Torre de Can Moragues, La Marineta, Can Volart, Torre de Cellers), Vil·la Reudali (Can Vila-rosal) i Villa Luiduiro (Actual Torre d'en Malla).
El nom de (vila Parietes). El nom actual prové del segle xii, probablement originat per unes parets romanes (del poblat Vereda) trobades pels voltants, i en la unió de les diferents vil·les van acabar adoptant aquest nom.
Parets tenia jurisdicció directa per part del rei (Pere IV d'Aragó, el Cerimoniós), excepte per un curt període el 1383 quan l'infant Joan (posteriorment Joan I d'Aragó, el Caçador) el va vendre al noble Marc de Planella. La dona de Bernat de Planella va tornar la jurisdicció al rei el 1385. Per tal d'evitar que això tornés a succeir, Parets va esdevenir oficialment un carrer de Barcelona el 1386.
El 1385, Parets, Mollet i Gallecs formaven part d'un mateix municipi. Parets es va independitzar de la resta a mitjans del segle xix, el 1849. El poble ha anat alternant períodes esplendorosos i tristos en la seva història mil·lenària: els temps foscos dels segles xiv i xv, el poc creixement demogràfic del segle xvii, o el pròsper segle xviii. Precisament en aquest segle, l'any 1706, les tropes del rei Felip V d'Espanya va incendiar l'església, i els arxius de Parets es van cremar amb ella. Aquest és el motiu de la ignorància actual sobre aquesta porció de la història paretana.

### Demografia
| 1497 f | 1515 f | 1553 f | 1717 | 1787 | 1857 | 1877  | 1887  | 1900  | 1910  |
| ------ | ------ | ------ | ---- | ---- | ---- | ----- | ----- | ----- | ----- |
| 22     | 25     | -      | -    | -    | 900  | 1.094 | 1.198 | 1.245 | 1.503 |

| 1920  | 1930  | 1940  | 1950  | 1960  | 1970  | 1981  | 1990   | 1992   | 1994   |
| ----- | ----- | ----- | ----- | ----- | ----- | ----- | ------ | ------ | ------ |
| 1.583 | 1.957 | 2.177 | 2.325 | 2.950 | 5.626 | 8.741 | 10.743 | 11.268 | 11.268 |

| 1996   | 1998   | 2000   | 2002   | 2004   | 2006   | 2008   | 2010   | 2012   | 2014   |
| ------ | ------ | ------ | ------ | ------ | ------ | ------ | ------ | ------ | ------ |
| 12.601 | 13.513 | 14.478 | 15.323 | 15.912 | 16.413 | 17.224 | 17.805 | 18.492 | 18.733 |

| 2016   | 2018   | 2020   | 2022   | 2024   | 2026 | 2028 | 2030 | 2032 | 2034 |
| ------ | ------ | ------ | ------ | ------ | ---- | ---- | ---- | ---- | ---- |
| 18.837 | 19.041 | 19.071 | 18.889 | 18.881 | -    | -    | -    | -    | -    |

| Entitat de població                      | Habitants (2024) |
| l'Eixample                               | 10.877           |
| Parets del Vallès                        | 7.182            |
| l'Escorxador                             | 697              |
| Can Riera                                | 81               |
| Can Pepet                                | 13               |
| Polígon industrial Sector de l'Autopista | 12               |
| Can Volard                               | 12               |
| Can Gosc                                 | 4                |
| Polígon industrial de Llevant            | 1                |
| Can Massot                               | 0                |
| Polígon industrial Z                     | 0                |
| Font: Idescat                            |                  |

## Administració
| Període     | Alcalde o alcaldessa                           | Partit polític     | Data de possessió     | Observacions        |
| ----------- | ---------------------------------------------- | ------------------ | --------------------- | ------------------- |
| 1979–1983   | Rosa Marti i Conill                            | Independents       | 19/04/1979            | --                  |
| 1983–1987   | Rosa Marti i Conill                            | PSC                | 28/05/1983            | --                  |
| 1987–1991   | Rosa Marti i Conill                            | PSC                | 30/06/1987            | --                  |
| 1991–1995   | Joan Seguer i Tomàs                            | PSC                | 15/06/1991            | --                  |
| 1995–1999   | Joan Seguer i Tomàs                            | PSC                | 17/06/1995            | --                  |
| 1999–2003   | Joan Seguer i Tomàs                            | PSC                | 03/07/1999            | --                  |
| 2003–2007   | Joan Seguer i Tomàs                            | PSC                | 14/06/2003            | --                  |
| 2007–2011   | Joan Seguer i Tomàs                            | PSC                | 16/06/2007            | --                  |
| 2011–2015   | Sergi Mingote i Moreno                         | PSC                | 11/06/2011            | --                  |
| 2015–2019   | Sergi Mingote i Moreno                         | PSC                | 13/06/2015            | --                  |
| 2019-2023   | Jordi Seguer i Romero Francesc Juzgado i Mollà | Ara Parets ERC PSC | 15/06/2019 27/01/2021 | Moció de censura -- |
| Des de 2023 | Francesc Juzgado i Mollà                       | PSC                | 17/06/2023            | --                  |

## Economia

### Indústria

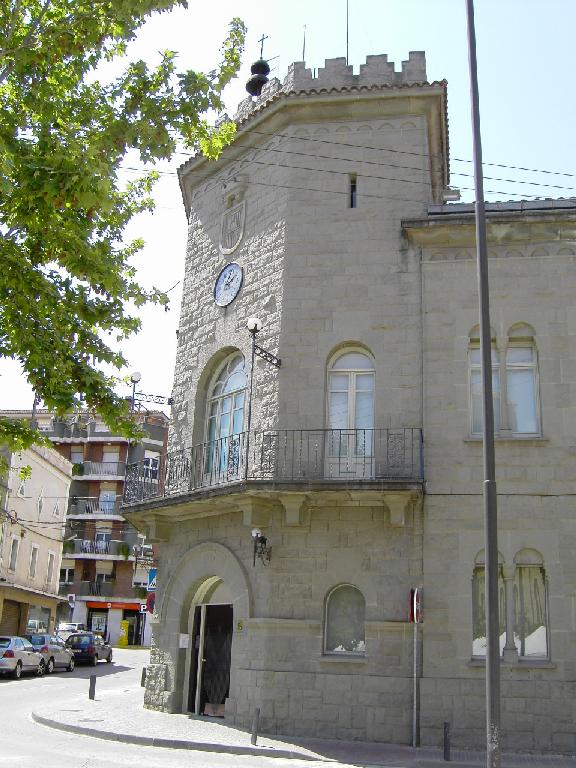
Façana de l'Ajuntament de Parets

Parets del Vallès té un emplaçament privilegiat i una xarxa de comunicacions excel·lent, que connecta el municipi directament amb la resta d'Espanya i d'Europa. Aquest és el motiu de què Parets resulti una localització tan atractiva per la indústria. Parets és un dels centres industrials més importants de la comarca (aproximadament uns 5.000 treballadors). La majoria de la gent que treballa a Parets són empleats de petites i mitjanes empreses, però també hi ha una representació important de grans companyies (per exemple  Nutrexpa, Grup Bon Preu, Fujifilm, Freudenberg, Grifols, Solvay, i Novartis).
Hi ha cinc polígons industrials, principalment al marge esquerre del riu Tenes: Llevant, Can Volart, Eixample Industrial, Sector Mollet i Sector Autopista. La superfície total d'aquests polígons és de 199 Ha.

## Transport

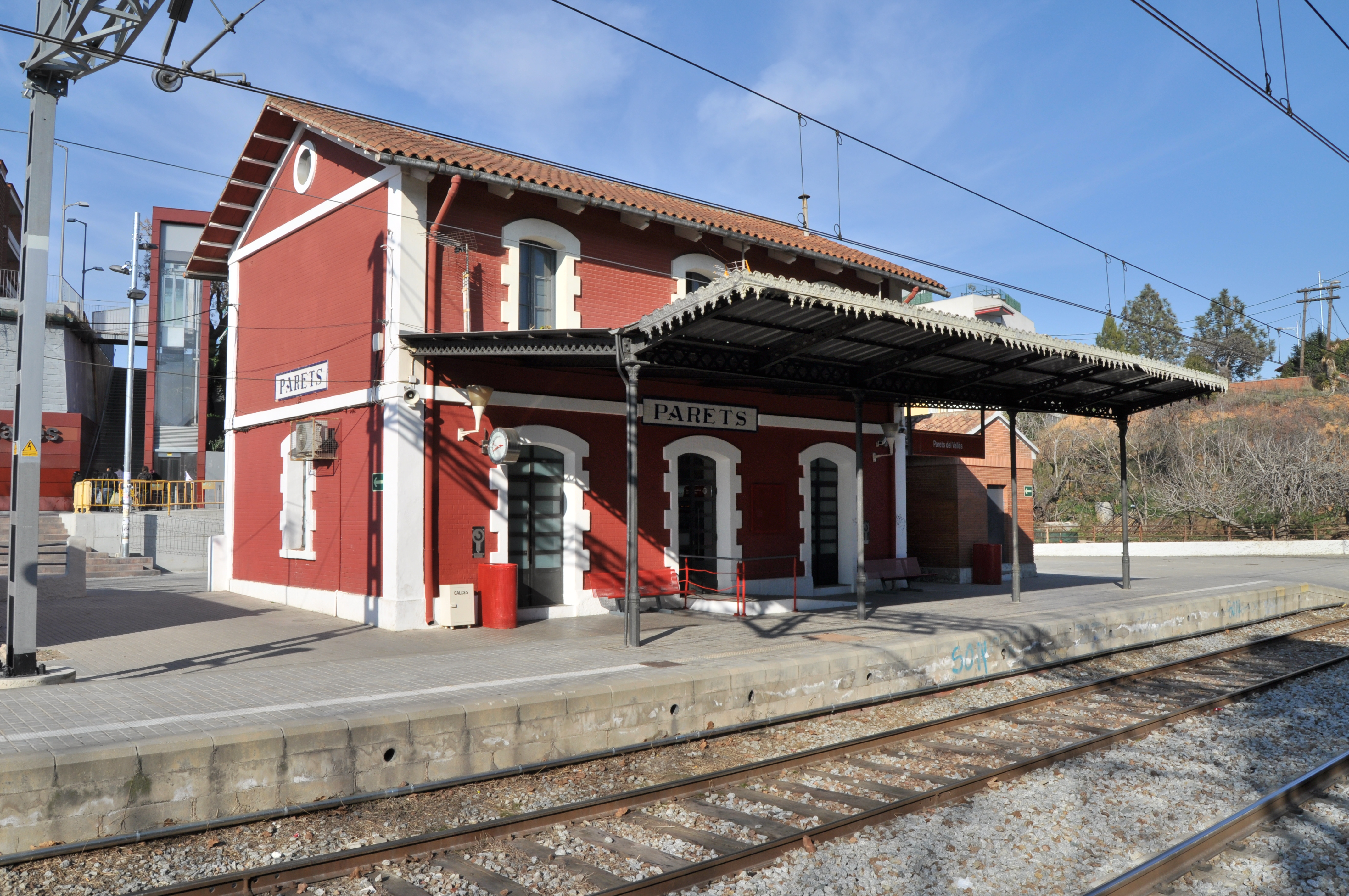
Estació de Parets del Vallès

La vila compta una estació ferroviària, anomenada Estació de Parets de Vallès, servida per la línia 3 de Rodalies Barcelona (L'Hospitalet de Llobregat-Vic).

## Cultura
L'Arxiu Municipal de Parets del Vallès és el servei que s'encarrega de la gestió, el tractament, l'organització, la conservació i la difusió de tota la documentació que genera l'Ajuntament en l'exercici de les seves funcions i competències. També gestiona, conserva i fa accessible la documentació històrica. També s'ocupa de la documentació de les persones que hi han fet donacions o cessions, per tal de posar-la a l'abast de la població. L'AMPV no és l'únic centre arxivístic on podreu trobar informació sobre Parets del Vallès. De fet, a causa dels incendis dels anys 1706 i 1936, no es conserven gaire documents històrics de la població.
La comissió de festes del poble s'encarrega principalment d'organitzar la festa major d'estiu i la festa major d'hivern, a banda d'altres activitats durant tot l'any. Parets té una colla castellera pròpia, els Manyacs de Parets i una colla de diables que animen les festes majors. També ha tingut fins a tres corals: l'històrica i ja dissolta coral art i unió, i les més noves corals d'adults, júnior i infantil de l'Escola Municipal de Música. També compta amb tres gegants portats per la Colla de Gegants, Grallers i Bestiari de Parets del Vallès, però a més, de dos elements de bestiari festiu.
També és conegut el seu vessant literari, gràcies als festivals poètics que organitza l'entitat cultural Niu d'Art Poètic on hi participen diferents poetes de la comarca.
La Biblioteca Can Rajoler des de 1997 és un servei públic municipal, obert a tota la població. Forma part de la Xarxa de Biblioteques Municipals de la Diputació de Barcelona, que la gestiona juntament amb l'Ajuntament de Parets del Vallès.
La Biblioteca Infantil i Juvenil Can Butjosa va ser inaugurada l'any 1983, fruit d'un conveni entre l'Ajuntament de Parets del Vallès i la Generalitat de Catalunya. Està especialitzada en infants i joves. Està ubicada a les dependèndies d'una antiga casa de pagès, Can Butjosa.
L'any 1983 es va fundar l'Escola de la Natura de Parets amb l'objectiu d'apropar els Paretans, sobre tot els infants, al seu entorn natural mitjançant un programa variat i complet d'activitats de formació i de conscienciació. Aquestes activitats inclouen cursos i tallers de diverses temàtiques, activitats escolars educatives, cursos d'especialització per a adults, itineraris de natura, sessions d'astronomia a les pròpies instal·lacions i a l'Observatori Astronòmic del CEIP Pau Vila. L'Escola també pren part activa en actuacions de recuperació del medi natural i de protecció de la flora i la fauna locals.

## Esport
L'esport més important de la població és el tennis de taula, ja que el Club Tennis Taula Parets va competir a la primera categoria Estatal. El patinatge és l'esport que ha arribat a competir internacionalment. També hi ha el club de Futbol sala i l'Handbol a través dels clubs Futbol Sala Parets i Handbol Parets. Cal destacar altres esports com el basquet i el futbol amb els clubs Club Bàsquet Parets i Club de Futbol Parets.
El Club Rugby Parets és un club de rugbi de Parets del Vallès. Actualment jugà a les pistes municipals de Granollers, ja que Parets ja no disposa de camp propi, ja que l'Ajuntament del poble va decidir de treure el camp per a fer-hi una pista d'atletisme. Va ser fundat l'any 2000 gràcies a un grup d'entusiastes amants d'aquest esport, però des de l'any 2010 juga a Granollers, encara que té la seu social al Pavelló d'Esports de Parets. L'equipació és una samarreta de color groga amb franges horitzontals vermelles amb pantaló i mitgetes de color negre. Actualment competeix a la primera divisió catalana, des de l'any 2008.

## Llocs d'interès
A la vila de Parets hi ha algunes construccions interessants. La llista completa es troba a la Llista de monuments de Parets del Vallès. Alguns dels més singulars es mostren a continuació.

### Torre de Cellers

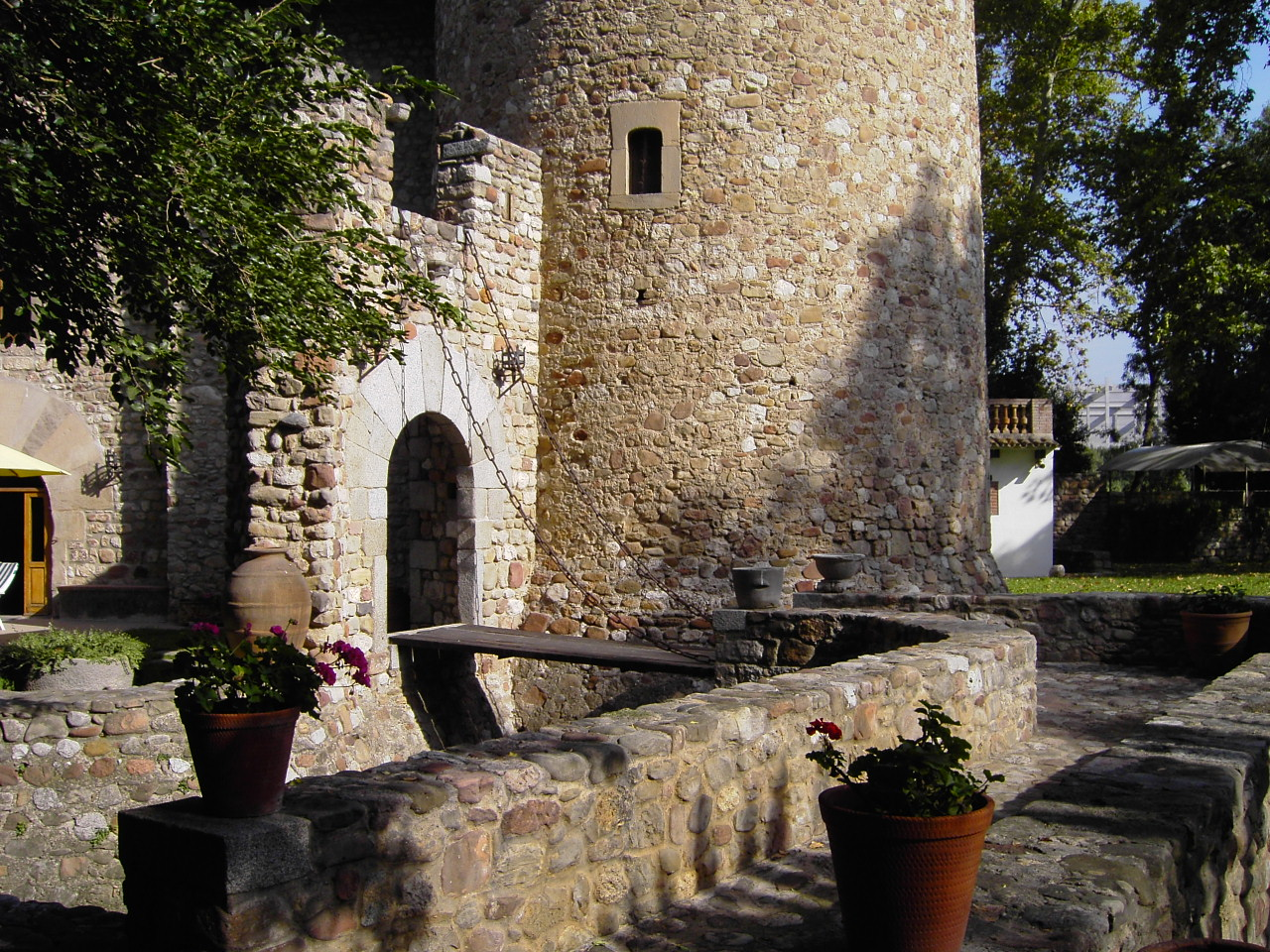
Entrada de la Torre de Cellers

Es pensa que aquesta fortalesa va ser construïda sobre una antiga vila romana anomenada villa Abdela, situada sobre la via Augusta. Ara, aquesta fortificació medieval està enclavada al mig d'un polígon industrial. És un mas fortificat entre la riera del Tenes i el riu Besòs. És originari del segle xiii i reconstruït els segles xiv i xv. És de planta quadrada amb coberta a quatre vessants, i dues torres de planta circular amb merlets als angles oposats a l'edifici. Aquestes torres tenen espitlleres rodones per a armes de foc. L'any 1999 va ser reconegut com el castell més ben conservat de Catalunya.
Les llegendes sempre han vinculat el castell amb la màgia i els fantasmes. La troballa d'un tresor de monedes protagonitzada pels masovers i gràcies a la intervenció d'una vaca seria la història fantàstica més estesa.

### Torre d'en Malla

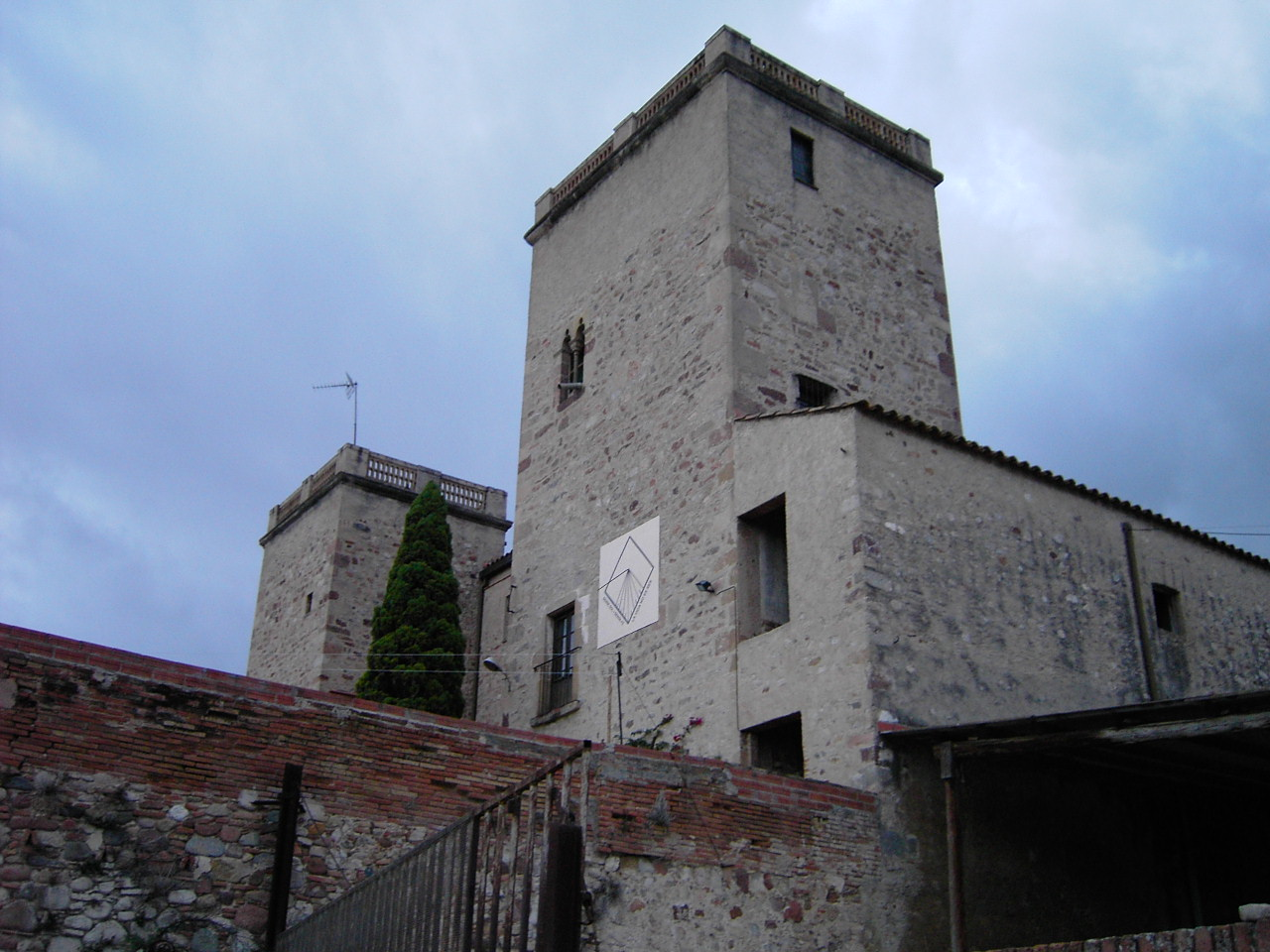
Vista de la Torre d'en Malla

S'han trobat restes possiblement romanes al seu terme. Es creu que la Torre de Malla va ser una vil·la romana anomenada Villa Alzar, que defensava l'encreuament de la Via Augusta que anava a Martorell amb la via romana de Barcelona a Vic, passant per Caldes de Montbui. La seva funció principal era la defensa del camí i dels vianants i la secundària, l'explotació agrícola, adjudicada a un general retirat de l'exèrcit romà.
Una de les llegendes explica que la Torre Malla va ser residència d'un moro, molt ric i poderós.

### LaMarineta[calcitació]
Masia situada al llevant industrial, al carrer de la Sinia. Fou un clar exemple d'explotació agrícola i ramadera a Parets durant el segle xx. Anomenada de tres formes diferents: Can Massó, Can Calderó i finalment Marineta o La Marinette. La família Massó, vengé aquesta propietat a la família Calderó. Aquesta masia està inscrita com a Bé Cultural d'Interès Local (BCIL) en l'Inventari del Patrimoni Cultural de Catalunya amb el codi IPA-29253 i referència 6033I.
Miquel Bosch i Calderó es va casar amb Maria Callas Damm, que pertanyia a una família molt rica fundadora de la cervesa Damm. Més tard van rehabilitar la casa, ja que era una masia normal acabada en punta i la van deixar amb forma quadrada. Aquesta reforma la va portar a terme l'arquitecte Josep Goday. Des dels principis del segle xx la van anomenar Marineta en honor de la dona de Miquel Bosch, catalanitzant el nom francès de Marinette.
Aquesta finca tenia molta aigua de la mina dels set socis, i després de la restauració es va utilitzar la Marineta per criar animals de raça, aquests van rebre molt premis en concursos de bestiar. Actualment podem veure els noms dels animals escrits en ceràmica. Durant la guerra civil van haver-hi bastants refugiats.
L'any 1988 la Marineta va passar a ser propietat de l'Ajuntament. Actualment s'utilitza com a centre de recursos empresarials.

### Església deSant Esteve de Parets

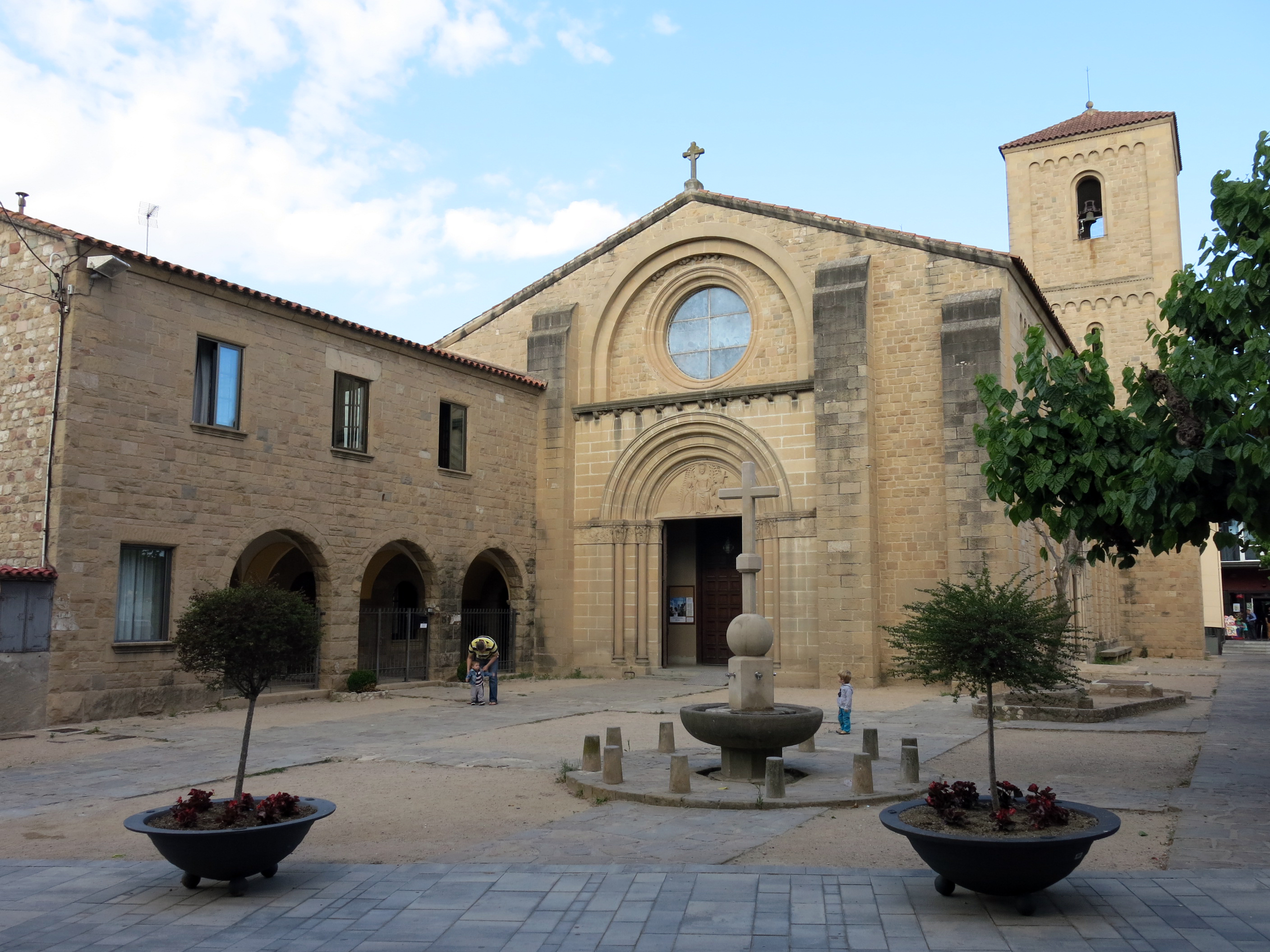
Església Sant Esteve de Parets

És un edifici neoromànic. La nau central es desenvolupa a partir de l'absis del segle xiii, on neix el creuer que suporta el campanar. Té tres naus de volta d'aresta separades per arcs de mig punt i capelletes laterals de volta de canó. Els vint-i-dos capitells que separen les naus historien la vida de Crist. El campanar és quadrat per tres cossos separats per arcuacions llombardes; en el segon i en el tercer hi ha buits de mig punt.
Al centre de l'absis hi ha el retaule de Sant Esteve, realitzat per Frederic Marès i Francesc Folguera l'any 1947.

## Medalles de la Vila

### 2008[13]
- Joan Clos Matheu
- Josep Ribas i Fàbregas
- Club Bàsquet Parets

### 2009[14]
- Víctor Grífols i Lucas
- Eduard Serra i Pascual
- Club de Futbol Parets

### 2010[15]
- Josep Seguer i Sans
- Joaquim Rodríguez i Oliver
- Família Feliu

### 2012[16]
- Societat Cooperativa La Progressiva
- Mercè Escardó i Bas
- Agrupament Escolta i Guia Sant Jaume

### 2014[17]
- Jaume Anfruns Palau
- Llorenç Plantada i Guasch
- Unió de Germandats de Previsió Social

### 2016[18]
- Juan Jorquera Rodríguez (pintor)
- Maria Rosa Naqui Costa
- Ball de Gitanes de Parets

## Persones il·lustres
- Joaquim Rodríguez i Oliver (Ciclista)
- Josep Seguer i Sans (Jugador de Futbol)
- Josep Ribas i Fàbregas (Pintor)
- Lluís Piquer i Jové (Mestre d'escola i Requeté)
- Miquel Luque i Ávila (Nedador paralímpic)
- Joaquima Guasch i Calzada (Poetessa i Rapsode)
- Sergi Mingote Moreno (Alpinista)
- Maria Puig i Clotet (Artista Local - Especialitat Vitralls)
- Jordi Turull i Negre (Polític)
- Sergi Pons i Codina (escriptor)
- Laura Pallarés (escriptora)